# StarDance …když hvězdy tančí (6. řada)
Šestá řada StarDance …když hvězdy tančí, taneční televizní show, měla premiéru na programu ČT1 veřejnoprávní České televize v sobotu 2. listopadu 2013 a skončila 21. prosince 2013.
Dne 21. prosince 2013 se herečka Anna Polívková se svým profesionálním tanečním partnerem Michalem Kurtišem stala královnou parketu. Ve finále porazila Taťánu Kuchařovou a Jana Ondera.

## Moderátoři a porota
Stálou moderátorskou dvojicí zůstali Marek Eben a Tereza Kostková. V porotě zasedli stejně jako v předchozí řadě Jan Révai, Tatiana Drexler a Zdeněk Chlopčík, ke kterým se připojil ještě Radek Balaš. Hlas, který zval moderátory a taneční páry na parket a uváděl porotce při známkování, patřil tentokrát Viktoru Preissovi.

## Hudba
O hudební doprovod v V. řadě StarDance se postaraly MoonDance Orchestra Martina Kumžáka a Epoque Quartet. Zpěvem doprovázeli tanečníky Naďa Wepperová, Dasha, Michal Cerman a Dušan Kollár. Při úvodních představováních tanečních párů zaznívala píseň „Blame It on the Boogie“ od skupiny The Jacksons (kromě 6. večera).

## Soutěžící
Soutěžní páry byly na webu ČT24 odhaleny 17. září 2013.
| Pořadí | Celebrita         | Povolání celebrity | Profesionální tanečník | Výsledek |
| ------ | ----------------- | ------------------ | ---------------------- | -------- |
| SD 2   | Anna Polívková    | herečka            | Michal Kurtiš          | 1. místo |
| SD 5   | Taťána Kuchařová  | topmodelka         | Jan Onder              | 2. místo |
| SD 3   | Imrich Bugár      | diskař             | Jitka Šorfová          | 3. místo |
| SD 4   | Matěj Ruppert     | hudebník           | Alice Stodůlková       | 4. místo |
| SD 8   | Ondřej Brzobohatý | herec a hudebník   | Eva Krejčířová         | 5. místo |
| SD 7   | Šárka Kašpárková  | trojskokanka       | Jan Tománek            | 6. místo |
| SD 1   | Pavel Řezníček    | herec              | Lucie Hunčárová        | 7. místo |
| SD 6   | Jitka Hosprová    | violistka          | Lukáš Bartuněk         | 8. místo |

## Bodování
Porotci hodnotili soutěžní tance známkami od 1 (nejnižší známka) po 10 (nejvyšší známka) a diváci SMS zprávami. Pár s nejnižším hodnocením poroty získal do konečného hodnocení 1 bod, pár s nejvyšším hodnocením poroty 8 bodů (podle počtu párů v kole). Rovněž páry obdrželi body podle počtu SMS zpráv od diváků. Při konečném hodnocení se body sečetli a pár s nejnižším počtem bodů soutěž opustil. Při rovnosti bodů rozhodoval vyšší počet SMS zpráv od diváků.
|  | nejvyšší body poroty |  | vyřazení ze soutěže |  | nejvyšší body poroty a zároveň vyřazení ze soutěže |

| Pár         | Pár               | Výsledek    | Bodování poroty v tanečních večerech | Bodování poroty v tanečních večerech | Bodování poroty v tanečních večerech | Bodování poroty v tanečních večerech | Bodování poroty v tanečních večerech | Bodování poroty v tanečních večerech | Bodování poroty v tanečních večerech | Bodování poroty v tanečních večerech |
| Pár         | Pár               | Výsledek    | 1.                                   | 2.                                   | 3.                                   | 4.                                   | 5.                                   | 6.                                   | 7.                                   | 8.                                   |
| ----------- | ----------------- | ----------- | ------------------------------------ | ------------------------------------ | ------------------------------------ | ------------------------------------ | ------------------------------------ | ------------------------------------ | ------------------------------------ | ------------------------------------ |
| SD 2        | Anna Polívková    | 1. místo    | 20                                   | 22                                   | 37                                   | 32 + 1 = 33                          | 24                                   | 32 + 39 = 71                         | 36 + 38 = 74                         | 40 + 36 + 40 = 116                   |
| SD 2        | Michal Kurtiš     | 1. místo    | 20                                   | 22                                   | 37                                   | 32 + 1 = 33                          | 24                                   | 32 + 39 = 71                         | 36 + 38 = 74                         | 40 + 36 + 40 = 116                   |
| SD 5        | Taťána Kuchařová  | 2. místo    | 28                                   | 31                                   | 32                                   | 40                                   | 35                                   | 37 + 34 = 71                         | 39 + 40 = 79                         | 38 + 40 + 40 = 118                   |
| SD 5        | Jan Onder         | 2. místo    | 28                                   | 31                                   | 32                                   | 40                                   | 35                                   | 37 + 34 = 71                         | 39 + 40 = 79                         | 38 + 40 + 40 = 118                   |
| SD 3        | Imrich Bugár      | 3. místo    | 19                                   | 23                                   | 26                                   | 26                                   | 24                                   | 26 + 23 = 49                         | 25 + 28 = 53                         | —                                    |
| SD 3        | Jitka Šorfová     | 3. místo    | 19                                   | 23                                   | 26                                   | 26                                   | 24                                   | 26 + 23 = 49                         | 25 + 28 = 53                         | —                                    |
| SD 4        | Matěj Ruppert     | 4. místo    | 22                                   | 24                                   | 24                                   | 34                                   | 34 + 1 = 35                          | 33 + 33 = 66                         | —                                    | —                                    |
| SD 4        | Alice Stodůlková  | 4. místo    | 22                                   | 24                                   | 24                                   | 34                                   | 34 + 1 = 35                          | 33 + 33 = 66                         | —                                    | —                                    |
| SD 8        | Ondřej Brzobohatý | 5. místo    | 24                                   | 26                                   | 30                                   | 33 + 1 = 34                          | 33 + 2 = 35                          | —                                    | —                                    | —                                    |
| SD 8        | Eva Krejčířová    | 5. místo    | 24                                   | 26                                   | 30                                   | 33 + 1 = 34                          | 33 + 2 = 35                          | —                                    | —                                    | —                                    |
| SD 7        | Šárka Kašpárková  | 6. místo    | 18                                   | 20                                   | 24                                   | 22 + 1 = 23                          | —                                    | —                                    | —                                    | —                                    |
| SD 7        | Jan Tománek       | 6. místo    | 18                                   | 20                                   | 24                                   | 22 + 1 = 23                          | —                                    | —                                    | —                                    | —                                    |
| SD 1        | Pavel Řezníček    | 7. místo    | 19                                   | 23                                   | 26                                   | —                                    | —                                    | —                                    | —                                    | —                                    |
| SD 1        | Lucie Hunčárová   | 7. místo    | 19                                   | 23                                   | 26                                   | —                                    | —                                    | —                                    | —                                    | —                                    |
| SD 6        | Jitka Hosprová    | 8. místo    | 21                                   | 19                                   | —                                    | —                                    | —                                    | —                                    | —                                    | —                                    |
| SD 6        | Lukáš Bartuněk    | 8. místo    | 21                                   | 19                                   | —                                    | —                                    | —                                    | —                                    | —                                    | —                                    |
| Celkem      | Celkem            | Celkem      | 171                                  | 188                                  | 199                                  | 188 + 3 = 191                        | 150 + 3 = 153                        | 257                                  | 206                                  | 234                                  |
| Průměr      | Průměr            | Průměr      | 21,4                                 | 23,5                                 | 28,4                                 | 31,3                                 | 30                                   | 32,1                                 | 34,3                                 | 39                                   |
| Párů v kole | Párů v kole       | Párů v kole | 8                                    | 8                                    | 7                                    | 6                                    | 5                                    | 4                                    | 3                                    | 2                                    |

## Taneční večery

### 1. díl (2. listopadu 2013)
Během prvního večera se tančila rumba a quickstep. Žádný z párů soutěž neopustil a body od poroty měly pouze informativní charakter. Na úvod vystoupily 4 páry profesionálních tanečníků VI. řady ve společné choreografii na píseň „Hear My Voice“ od Glorie Estefan.
Závěrečnou písní 1. večera byla píseň „Let Me Entertain You“ od Robbieho Williamse.
| P  | Pár  | Pár               | Tanec     | Hudba                                     | Body  | Body    | Body  | Body     | Body   |
| P  | Pár  | Pár               | Tanec     | Hudba                                     | Révai | Drexler | Balaš | Chlopčík | Celkem |
| -- | ---- | ----------------- | --------- | ----------------------------------------- | ----- | ------- | ----- | -------- | ------ |
| 1. | SD 1 | Pavel Řezníček    | rumba     | „How Deep Is Your Love“ (Bee Gees)        | 6     | 4       | 5     | 4        | 19     |
| 1. | SD 1 | Lucie Hunčárová   | rumba     | „How Deep Is Your Love“ (Bee Gees)        | 6     | 4       | 5     | 4        | 19     |
| 2. | SD 2 | Anna Polívková    | quickstep | „Big and Bad“ (Big Bad Voodoo Daddy)      | 7     | 4       | 5     | 4        | 20     |
| 2. | SD 2 | Michal Kurtiš     | quickstep | „Big and Bad“ (Big Bad Voodoo Daddy)      | 7     | 4       | 5     | 4        | 20     |
| 3. | SD 3 | Imrich Bugár      | rumba     | „Always on My Mind“ (Elvis Presley)       | 5     | 5       | 4     | 5        | 19     |
| 3. | SD 3 | Jitka Šorfová     | rumba     | „Always on My Mind“ (Elvis Presley)       | 5     | 5       | 4     | 5        | 19     |
| 4. | SD 4 | Matěj Ruppert     | quickstep | „Black Betty“ (Ram Jam)                   | 7     | 5       | 6     | 4        | 22     |
| 4. | SD 4 | Alice Stodůlková  | quickstep | „Black Betty“ (Ram Jam)                   | 7     | 5       | 6     | 4        | 22     |
| 5. | SD 5 | Taťána Kuchařová  | rumba     | „In the Air Tonight“ (Phil Collins)       | 7     | 7       | 7     | 7        | 28     |
| 5. | SD 5 | Jan Onder         | rumba     | „In the Air Tonight“ (Phil Collins)       | 7     | 7       | 7     | 7        | 28     |
| 6. | SD 6 | Jitka Hosprová    | quickstep | „Man With the Hex“ (The Atomic Fireballs) | 6     | 6       | 4     | 5        | 21     |
| 6. | SD 6 | Lukáš Bartuněk    | quickstep | „Man With the Hex“ (The Atomic Fireballs) | 6     | 6       | 4     | 5        | 21     |
| 7. | SD 7 | Šárka Kašpárková  | rumba     | „Liberian Girl“ (Michael Jackson)         | 6     | 4       | 4     | 4        | 18     |
| 7. | SD 7 | Jan Tománek       | rumba     | „Liberian Girl“ (Michael Jackson)         | 6     | 4       | 4     | 4        | 18     |
| 8. | SD 8 | Ondřej Brzobohatý | quickstep | „Umbrella“ (The Baseballs)                | 7     | 6       | 6     | 5        | 24     |
| 8. | SD 8 | Eva Krejčířová    | quickstep | „Umbrella“ (The Baseballs)                | 7     | 6       | 6     | 5        | 24     |

### 2. díl (9. listopadu 2013)
Druhý večer tančily páry cha-chu a waltz a poprvé se vyřazovalo.
Jitka Hosprová a Lukáš Bartuněk se rozloučily se soutěží tancem na píseň „J'attendais“ od Celine Dion.
| P  | Pár  | Pár               | Tanec   | Hudba                                                        | Body  | Body    | Body  | Body     | Body   |
| P  | Pár  | Pár               | Tanec   | Hudba                                                        | Révai | Drexler | Balaš | Chlopčík | Celkem |
| -- | ---- | ----------------- | ------- | ------------------------------------------------------------ | ----- | ------- | ----- | -------- | ------ |
| 1. | SD 4 | Matěj Ruppert     | cha-cha | „You Shook Me All Night Long“ (AC/DC)                        | 6     | 7       | 5     | 6        | 24     |
| 1. | SD 4 | Alice Stodůlková  | cha-cha | „You Shook Me All Night Long“ (AC/DC)                        | 6     | 7       | 5     | 6        | 24     |
| 2. | SD 7 | Šárka Kašpárková  | waltz   |                                                              | 5     | 6       | 4     | 5        | 20     |
| 2. | SD 7 | Jan Tománek       | waltz   |                                                              | 5     | 6       | 4     | 5        | 20     |
| 3. | SD 8 | Ondřej Brzobohatý | cha-cha | „Smooth“ (Santana & Rob Thomas)                              | 6     | 6       | 7     | 7        | 26     |
| 3. | SD 8 | Eva Krejčířová    | cha-cha | „Smooth“ (Santana & Rob Thomas)                              | 6     | 6       | 7     | 7        | 26     |
| 4. | SD 5 | Taťána Kuchařová  | waltz   | „Who Would Imagine a King“ (Whitney Houston/Kazatelova žena) | 7     | 8       | 7     | 9        | 31     |
| 4. | SD 5 | Jan Onder         | waltz   | „Who Would Imagine a King“ (Whitney Houston/Kazatelova žena) | 7     | 8       | 7     | 9        | 31     |
| 5. | SD 6 | Jitka Hosprová    | cha-cha | „Ain't No Other Man“ (Christina Aguilera)                    | 5     | 5       | 4     | 5        | 19     |
| 5. | SD 6 | Lukáš Bartuněk    | cha-cha | „Ain't No Other Man“ (Christina Aguilera)                    | 5     | 5       | 4     | 5        | 19     |
| 6. | SD 1 | Pavel Řezníček    | waltz   | „If You Don't Know Me by Now“ (Simply Red)                   | 6     | 5       | 6     | 6        | 23     |
| 6. | SD 1 | Lucie Hunčárová   | waltz   | „If You Don't Know Me by Now“ (Simply Red)                   | 6     | 5       | 6     | 6        | 23     |
| 7. | SD 2 | Anna Polívková    | cha-cha | „Respect“ (Aretha Franklin)                                  | 6     | 6       | 5     | 5        | 22     |
| 7. | SD 2 | Michal Kurtiš     | cha-cha | „Respect“ (Aretha Franklin)                                  | 6     | 6       | 5     | 5        | 22     |
| 8. | SD 3 | Imrich Bugár      | waltz   | „Ne me quitte pas“ (Jacques Brel)                            | 6     | 5       | 6     | 6        | 23     |
| 8. | SD 3 | Jitka Šorfová     | waltz   | „Ne me quitte pas“ (Jacques Brel)                            | 6     | 5       | 6     | 6        | 23     |

### 3. díl – Muzikálový večer (16. listopadu 2013)
Třetí večer se nesl tematicky ve znamení muzikálových písní a páry předvedly spolu s taneční skupinou jive a tango.
Pavel Řezníček a Lucie Hunčárová se rozloučily se soutěží tancem na píseň „Sorry Seems to Be the Hardest Word“ od Eltona Johna.
| P  | Pár  | Pár               | Tanec | Hudba                                                              | Body  | Body    | Body  | Body     | Body   |
| P  | Pár  | Pár               | Tanec | Hudba                                                              | Révai | Drexler | Balaš | Chlopčík | Celkem |
| -- | ---- | ----------------- | ----- | ------------------------------------------------------------------ | ----- | ------- | ----- | -------- | ------ |
| 1. | SD 5 | Taťána Kuchařová  | jive  | „Greased Lightnin'“ (Pomáda)                                       | 9     | 8       | 8     | 7        | 32     |
| 1. | SD 5 | Jan Onder         | jive  | „Greased Lightnin'“ (Pomáda)                                       | 9     | 8       | 8     | 7        | 32     |
| 2. | SD 4 | Matěj Ruppert     | tango | „Cell Block Tango“ (John Kander & Fred Ebb/Chicago)                | 7     | 6       | 6     | 5        | 24     |
| 2. | SD 4 | Alice Stodůlková  | tango | „Cell Block Tango“ (John Kander & Fred Ebb/Chicago)                | 7     | 6       | 6     | 5        | 24     |
| 3. | SD 1 | Pavel Řezníček    | jive  | „You Can't Stop the Beat“ (Hairspray)                              | 6     | 6       | 8     | 6        | 26     |
| 3. | SD 1 | Lucie Hunčárová   | jive  | „You Can't Stop the Beat“ (Hairspray)                              | 6     | 6       | 8     | 6        | 26     |
| 4. | SD 2 | Anna Polívková    | tango | „Be Italian“ (Maury Yeston/Nine)                                   | 9     | 9       | 9     | 10       | 37     |
| 4. | SD 2 | Michal Kurtiš     | tango | „Be Italian“ (Maury Yeston/Nine)                                   | 9     | 9       | 9     | 10       | 37     |
| 5. | SD 3 | Imrich Bugár      | jive  | „I Got Life“ (Vlasy)                                               | 6     | 6       | 8     | 6        | 26     |
| 5. | SD 3 | Jitka Šorfová     | jive  | „I Got Life“ (Vlasy)                                               | 6     | 6       | 8     | 6        | 26     |
| 6. | SD 8 | Ondřej Brzobohatý | tango | „Hernando's Hideaway“ (Jerry Ross & Richard Adler/The Pajama Game) | 8     | 7       | 8     | 7        | 30     |
| 6. | SD 8 | Eva Krejčířová    | tango | „Hernando's Hideaway“ (Jerry Ross & Richard Adler/The Pajama Game) | 8     | 7       | 8     | 7        | 30     |
| 7. | SD 7 | Šárka Kašpárková  | jive  | „Waterloo“ (ABBA/Mamma Mia!)                                       | 6     | 6       | 6     | 6        | 24     |
| 7. | SD 7 | Jan Tománek       | jive  | „Waterloo“ (ABBA/Mamma Mia!)                                       | 6     | 6       | 6     | 6        | 24     |

### 4. díl (23. listopadu 2013)
Čtvrtý večer tančili páry paso doble a slowfox. Ve druhé části večera se páry utkali v souboji dvou týmů, když zatančili paso doble na skladbu „Dance of the Knights“ od Sergeje Prokofjeva z baletu Romeo a Julie. Vítězné páry si připsali 1 bod.
Šárka Kašpárková a Jan Tománek se rozloučili se soutěží tancem na píseň „Lo so che finirà“ od Anny Tatangelo.
| P  | Pár  | Pár               | Tanec      | Hudba                                                                                         | Body  | Body    | Body  | Body     | Body                     | Body   |
| P  | Pár  | Pár               | Tanec      | Hudba                                                                                         | Révai | Drexler | Balaš | Chlopčík | Souboj týmů v paso doble | Celkem |
| -- | ---- | ----------------- | ---------- | --------------------------------------------------------------------------------------------- | ----- | ------- | ----- | -------- | ------------------------ | ------ |
| 1. | SD 8 | Ondřej Brzobohatý | paso doble | „Rumour Has It“, „Someone like You“ (Adele)                                                   | 8     | 9       | 8     | 8        | 1                        | 34     |
| 1. | SD 8 | Eva Krejčířová    | paso doble | „Rumour Has It“, „Someone like You“ (Adele)                                                   | 8     | 9       | 8     | 8        | 1                        | 34     |
| 2. | SD 7 | Šárka Kašpárková  | slowfox    | „Sweet Dreams“ (Eurythmics)                                                                   | 6     | 6       | 5     | 5        | 1                        | 23     |
| 2. | SD 7 | Jan Tománek       | slowfox    | „Sweet Dreams“ (Eurythmics)                                                                   | 6     | 6       | 5     | 5        | 1                        | 23     |
| 3. | SD 4 | Matěj Ruppert     | paso doble | „Another Way to Die“ (Jack White & Alicia Keys/Quantum of Solace)                             | 8     | 9       | 8     | 9        | 0                        | 34     |
| 3. | SD 4 | Alice Stodůlková  | paso doble | „Another Way to Die“ (Jack White & Alicia Keys/Quantum of Solace)                             | 8     | 9       | 8     | 9        | 0                        | 34     |
| 4. | SD 3 | Imrich Bugár      | slowfox    | „Love and Marriage“ (Frank Sinatra)                                                           | 6     | 6       | 8     | 6        | 0                        | 26     |
| 4. | SD 3 | Jitka Šorfová     | slowfox    | „Love and Marriage“ (Frank Sinatra)                                                           | 6     | 6       | 8     | 6        | 0                        | 26     |
| 5  | SD 2 | Anna Polívková    | paso doble | „Scott & Fran's Paso Doble“ (David Hirschfelder & The Bogo Pogo Orchestra/ Strictly Ballroom) | 8     | 8       | 9     | 7        | 1                        | 33     |
| 5  | SD 2 | Michal Kurtiš     | paso doble | „Scott & Fran's Paso Doble“ (David Hirschfelder & The Bogo Pogo Orchestra/ Strictly Ballroom) | 8     | 8       | 9     | 7        | 1                        | 33     |
| 6. | SD 5 | Taťána Kuchařová  | slowfox    | „Capone“ (Ronan Hardiman)                                                                     | 10    | 10      | 10    | 10       | 0                        | 40     |
| 6. | SD 5 | Jan Onder         | slowfox    | „Capone“ (Ronan Hardiman)                                                                     | 10    | 10      | 10    | 10       | 0                        | 40     |

### 5. díl (30. listopadu 2013)
Pátý večer se nesl ve znamení latinskoamerických tanců. V první části tančili páry sambu. Ve druhé části večera se odehrál souboj párů, které zatančili současně salsu na píseň „Cambio Dolor“ od Natalie Oreiro. Nejlepší pár v salse získal 2 body, druhý nejlepší pár 1 bod.
Ondřej Brzobohatý a Eva Krejčířová se rozloučili se soutěží tancem na píseň „Gravity“ od Sary Bareilles.
| P  | Pár  | Pár               | Tanec | Hudba                                      | Body  | Body    | Body  | Body     | Body                | Body   |
| P  | Pár  | Pár               | Tanec | Hudba                                      | Révai | Drexler | Balaš | Chlopčík | Souboj párů v salse | Celkem |
| -- | ---- | ----------------- | ----- | ------------------------------------------ | ----- | ------- | ----- | -------- | ------------------- | ------ |
| 1. | SD 2 | Anna Polívková    | samba | „Can't Touch It“ (Ricki-Lee Coulter)       | 7     | 6       | 6     | 5        | 0                   | 24     |
| 1. | SD 2 | Michal Kurtiš     | samba | „Can't Touch It“ (Ricki-Lee Coulter)       | 7     | 6       | 6     | 5        | 0                   | 24     |
| 2. | SD 3 | Imrich Bugár      | samba | „Volare“ (Gipsy Kings)                     | 6     | 6       | 6     | 6        | 0                   | 24     |
| 2. | SD 3 | Jitka Šorfová     | samba | „Volare“ (Gipsy Kings)                     | 6     | 6       | 6     | 6        | 0                   | 24     |
| 3. | SD 5 | Taťána Kuchařová  | samba | „Copacabana“ (Barry Manilow)               | 9     | 9       | 9     | 8        | 0                   | 35     |
| 3. | SD 5 | Jan Onder         | samba | „Copacabana“ (Barry Manilow)               | 9     | 9       | 9     | 8        | 0                   | 35     |
| 4. | SD 8 | Ondřej Brzobohatý | samba | „It Had Better Be Tonight“ (Michael Bublé) | 8     | 8       | 8     | 9        | 2                   | 35     |
| 4. | SD 8 | Eva Krejčířová    | samba | „It Had Better Be Tonight“ (Michael Bublé) | 8     | 8       | 8     | 9        | 2                   | 35     |
| 5  | SD 4 | Matěj Ruppert     | samba | „Kalimba de Luna“ (Boney M.)               | 9     | 9       | 7     | 9        | 1                   | 35     |
| 5  | SD 4 | Alice Stodůlková  | samba | „Kalimba de Luna“ (Boney M.)               | 9     | 9       | 7     | 9        | 1                   | 35     |

### 6. díl – Filmový večer (7. prosince 2013)
V šestém kole tančily páry 2 tance, jeden standardní a jeden latinskoamerický. V první části večera tančili páry na filmovou hudbu. Tanečním párům při úvodním představování hrál MoonDance Orchestra skladbu „The Imperial March“ od Johna Williamse z filmu Star Wars: Epizoda V – Impérium vrací úder.
Matěj Ruppert a Alice Stodůlková se rozloučili se soutěží tancem na píseň „(Everything I Do) I Do It for You“ od Bryana Adamse.
| P  | Pár  | Pár              | Tanec     | Hudba                                                                  | Body  | Body    | Body  | Body     | Body   |
| P  | Pár  | Pár              | Tanec     | Hudba                                                                  | Révai | Drexler | Balaš | Chlopčík | Celkem |
| -- | ---- | ---------------- | --------- | ---------------------------------------------------------------------- | ----- | ------- | ----- | -------- | ------ |
| 1. | SD 5 | Taťána Kuchařová | quickstep | „Spider-Man“ (Paul Francis Webster & J. Robert Harris/ Spider-Man)     | 9     | 10      | 9     | 9        | 37     |
| 1. | SD 5 | Jan Onder        | quickstep | „Spider-Man“ (Paul Francis Webster & J. Robert Harris/ Spider-Man)     | 9     | 10      | 9     | 9        | 37     |
| 2. | SD 2 | Anna Polívková   | rumba     | „When You Say Nothing at All“ (Ronan Keating/Notting Hill)             | 8     | 7       | 9     | 8        | 32     |
| 2. | SD 2 | Michal Kurtiš    | rumba     | „When You Say Nothing at All“ (Ronan Keating/Notting Hill)             | 8     | 7       | 9     | 8        | 32     |
| 3. | SD 4 | Matěj Ruppert    | waltz     | „Love Theme from Romeo and Juliet“ (Henry Mancini/Romeo and Juliet)    | 7     | 9       | 7     | 10       | 33     |
| 3. | SD 4 | Alice Stodůlková | waltz     | „Love Theme from Romeo and Juliet“ (Henry Mancini/Romeo and Juliet)    | 7     | 9       | 7     | 10       | 33     |
| 4. | SD 3 | Imrich Bugár     | quickstep | „The Bare Necessities“ (Phil Harris & Bruce Reitherman/ Kniha džunglí) | 7     | 7       | 6     | 6        | 26     |
| 4. | SD 3 | Jitka Šorfová    | quickstep | „The Bare Necessities“ (Phil Harris & Bruce Reitherman/ Kniha džunglí) | 7     | 7       | 6     | 6        | 26     |
| 5  | SD 5 | Taťána Kuchařová | cha-cha   | „Bad“ (Michael Jackson)                                                | 9     | 9       | 8     | 8        | 34     |
| 5  | SD 5 | Jan Onder        | cha-cha   | „Bad“ (Michael Jackson)                                                | 9     | 9       | 8     | 8        | 34     |
| 6  | SD 2 | Anna Polívková   | waltz     | „Un peu plus haut, un peu plus loin“ (Ginette Reno)                    | 10    | 9       | 10    | 10       | 39     |
| 6  | SD 2 | Michal Kurtiš    | waltz     | „Un peu plus haut, un peu plus loin“ (Ginette Reno)                    | 10    | 9       | 10    | 10       | 39     |
| 7  | SD 4 | Matěj Ruppert    | rumba     | „Man in the Mirror“ (Michael Jackson)                                  | 9     | 8       | 9     | 7        | 33     |
| 7  | SD 4 | Alice Stodůlková | rumba     | „Man in the Mirror“ (Michael Jackson)                                  | 9     | 8       | 9     | 7        | 33     |
| 8  | SD 3 | Imrich Bugár     | cha-cha   | „Sex Bomb“ (Tom Jones & Mousse T.)                                     | 6     | 7       | 5     | 5        | 23     |
| 8  | SD 3 | Jitka Šorfová    | cha-cha   | „Sex Bomb“ (Tom Jones & Mousse T.)                                     | 6     | 7       | 5     | 5        | 23     |

### 7. díl (14. prosince 2013)
Sedmý večer zatančil každý pár opět dva tance, jeden standardní a jeden latinskoamerický. Svůj druhý tanec pár znal, ale nevěděl na jakou hudbu bude tančit. Tu si vylosoval po svém prvním tanci. Na přípravu tance měl každý pár asi 20 minut.
Imrich Bugár a Jitka Šorfová se rozloučili se soutěží tancem na píseň „He's Out of My Life“ od Elaine Paige.
| P  | Pár  | Pár              | Tanec      | Hudba                                  | Body  | Body    | Body  | Body     | Body   |
| P  | Pár  | Pár              | Tanec      | Hudba                                  | Révai | Drexler | Balaš | Chlopčík | Celkem |
| -- | ---- | ---------------- | ---------- | -------------------------------------- | ----- | ------- | ----- | -------- | ------ |
| 1. | SD 3 | Imrich Bugár     | paso doble | „We Will Rock You“ (Queen)             | 6     | 7       | 7     | 5        | 25     |
| 1. | SD 3 | Jitka Šorfová    | paso doble | „We Will Rock You“ (Queen)             | 6     | 7       | 7     | 5        | 25     |
| 2. | SD 2 | Anna Polívková   | slowfox    | „Down My Avenue“ (Melody Gardot)       | 9     | 9       | 9     | 9        | 36     |
| 2. | SD 2 | Michal Kurtiš    | slowfox    | „Down My Avenue“ (Melody Gardot)       | 9     | 9       | 9     | 9        | 36     |
| 3. | SD 5 | Taťána Kuchařová | paso doble | „España cañí“ (Pascual Marquina Narro) | 10    | 10      | 10    | 9        | 39     |
| 3. | SD 5 | Jan Onder        | paso doble | „España cañí“ (Pascual Marquina Narro) | 10    | 10      | 10    | 9        | 39     |
| 4. | SD 3 | Imrich Bugár     | tango      | „Please Mr. Brown“ (Alma Cogan)        | 8     | 6       | 7     | 7        | 28     |
| 4. | SD 3 | Jitka Šorfová    | tango      | „Please Mr. Brown“ (Alma Cogan)        | 8     | 6       | 7     | 7        | 28     |
| 5. | SD 2 | Anna Polívková   | jive       | „Runaway Baby“ (Bruno Mars)            | 10    | 9       | 10    | 9        | 38     |
| 5. | SD 2 | Michal Kurtiš    | jive       | „Runaway Baby“ (Bruno Mars)            | 10    | 9       | 10    | 9        | 38     |
| 6. | SD 5 | Taťána Kuchařová | tango      | „Come Together“ (The Beatles)          | 10    | 10      | 10    | 10       | 40     |
| 6. | SD 5 | Jan Onder        | tango      | „Come Together“ (The Beatles)          | 10    | 10      | 10    | 10       | 40     |

### 8. díl – Finále (21. prosince 2013)
Během finálového večera byly korunováni král a královna tanečního parketu. Každý pár se představil čtyřikrát –⁠ zatančili svůj nejlepší standardní tanec, nejlepší latinskoamerický tanec, freestyle a nejlepší tanec podle výběru páru. Na úvod vystoupilo 12 profesionálních tanečníků se společnou swingovou choreografií na píseň „Soda Pop“ od Robbieho Williamse a Michaela Bublého. Na parket se vrátili také vyřazené páry VI. řady, které zatančili část jednoho ze svých tanců. Na začátku 2. části večera zatančily Marek Eben a Tereza Kostková paso doble na českou verzi ptačího tance. Před samotným vyhlášením vítězného páru předvedly všichni účastníci VI. řady StarDance společný valčík na píseň „Le Festin“ od Camille
Závěrečnou písní VI. ročníku StarDance byla „We Are Family“ od skupiny Sister Sledge.
| P  | Pár  | Pár              | Tanec     | Hudba                                               | Body  | Body    | Body  | Body     | Body   |
| P  | Pár  | Pár              | Tanec     | Hudba                                               | Révai | Drexler | Balaš | Chlopčík | Celkem |
| -- | ---- | ---------------- | --------- | --------------------------------------------------- | ----- | ------- | ----- | -------- | ------ |
| 1. | SD 5 | Taťána Kuchařová | tango     | „Come Together“ (The Beatles)                       | 9     | 10      | 9     | 10       | 38     |
| 1. | SD 5 | Jan Onder        | tango     | „Come Together“ (The Beatles)                       | 9     | 10      | 9     | 10       | 38     |
| 2. | SD 2 | Anna Polívková   | waltz     | „Un peu plus haut, un peu plus loin“ (Ginette Reno) | 10    | 10      | 10    | 10       | 40     |
| 2. | SD 2 | Michal Kurtiš    | waltz     | „Un peu plus haut, un peu plus loin“ (Ginette Reno) | 10    | 10      | 10    | 10       | 40     |
| 3. | SD 5 | Taťána Kuchařová | rumba     | „In the Air Tonight“ (Phil Collins)                 | 10    | 10      | 10    | 10       | 40     |
| 3. | SD 5 | Jan Onder        | rumba     | „In the Air Tonight“ (Phil Collins)                 | 10    | 10      | 10    | 10       | 40     |
| 4. | SD 2 | Anna Polívková   | jive      | „Runaway Baby“ (Bruno Mars)                         | 9     | 9       | 9     | 9        | 36     |
| 4. | SD 2 | Michal Kurtiš    | jive      | „Runaway Baby“ (Bruno Mars)                         | 9     | 9       | 9     | 9        | 36     |
| 5. | SD 5 | Taťána Kuchařová | freestyle | „Hallelujah“ (Leonard Cohen)                        | 10    | 10      | 10    | 10       | 40     |
| 5. | SD 5 | Jan Onder        | freestyle | „Hallelujah“ (Leonard Cohen)                        | 10    | 10      | 10    | 10       | 40     |
| 6. | SD 2 | Anna Polívková   | freestyle | „Piece of My Life“ (Monkey Business)                | 10    | 10      | 10    | 10       | 40     |
| 6. | SD 2 | Michal Kurtiš    | freestyle | „Piece of My Life“ (Monkey Business)                | 10    | 10      | 10    | 10       | 40     |
| 7. | SD 5 | Taťána Kuchařová | slowfox   | „Capone“ (Ronan Hardiman)                           | —     | —       | —     | —        | —      |
| 7. | SD 5 | Jan Onder        | slowfox   | „Capone“ (Ronan Hardiman)                           | —     | —       | —     | —        | —      |
| 8. | SD 2 | Anna Polívková   | tango     | „Be Italian“ (Maury Yeston/Nine)                    | —     | —       | —     | —        | —      |
| 8. | SD 2 | Michal Kurtiš    | tango     | „Be Italian“ (Maury Yeston/Nine)                    | —     | —       | —     | —        | —      |

## Sledovanost
| # | Epizoda                                        | Datum premiéry     | Sledovanost (vystoupení) | Sledovanost (rozhodnutí) | Reference |
| - | ---------------------------------------------- | ------------------ | ------------------------ | ------------------------ | --------- |
| 1 | Taneční večer 1: Quickstep/Rumba               | 2. listopadu 2013  | 1 328 000                | —                        | [ 12 ]    |
| 2 | Taneční večer 2: Waltz/Cha-cha                 | 9. listopadu 2013  | 1 385 000                | 1 385 000                | [ 13 ]    |
| 3 | Taneční večer 3: Muzikálové kolo               | 16. listopadu 2013 | 1 319 000                | 1 319 000                | [ 14 ]    |
| 4 | Taneční večer 4: Slowfoxtrot/Paso doble        | 23. listopadu 2013 | 1 181 000                | 1 181 000                | [ 15 ]    |
| 5 | Taneční večer 5: Samba/Salsa                   | 30. listopadu 2013 | 1 523 000                | 1 523 000                | [ 16 ]    |
| 6 | Taneční večer 6: Quickstep/Cha-cha/Rumba/Waltz | 7. prosince 2013   | 1 490 000                | 1 623 000                | [ 17 ]    |
| 7 | Taneční večer 7                                | 14. prosince 2013  | 1 354 000                | 1 472 000                | [ 18 ]    |
| 8 | Taneční večer 8                                | 21. prosince 2013  | 1 592 000                | 1 872 000                | [ 19 ]    |